# Alliance pour la préservation de l'anglais au Canada
Pour les articles homonymes, voir APEC.
 (septembre 2016).
L'Alliance pour la préservation de l'anglais au Canada (en anglais : The Alliance for the Preservation of English in Canada (APEC)) était un groupe canadien de lobbying politique faisant campagne contre la politique de bilinguisme officiel.
Le groupe fut créé par Irene Hilchie, une employée du gouvernement qui se sentait discriminée parce qu'elle ne parlait pas le français. Cependant, son membre le plus emblématique fut certainement Jock V. Andrew, auteur du livre controversé Bilingual Today, French Tomorrow (Bilingue aujourd'hui, tout en français demain) qui dénonce la politique de bilinguisme officiel comme étant un complot visant à faire du Canada un pays francophone complètement unilingue.
Le groupe était surtout influent vers la fin des années 1980, lorsqu'il s'engagea dans des activités qui contribuèrent à l'échec des accords du Lac Meech. En 1989, un petit groupe de membres de l'APEC brûla un drapeau du Québec à Brockville en signe de protestation. Le groupe s'impliqua dans plusieurs campagnes auprès de municipalités ontariennes afin qu'elles se déclarent exclusivement anglophones, en réponse à la Loi sur les services en français du gouvernement ontarien.  Bien que la loi stipulât très clairement que la mesure ne s'appliquait pas aux services municipaux, l'Alliance en donna délibérément une interprétation inexacte pour pousser les municipalités à adopter une résolution en faveur de l'anglophonie exclusive.
L'incident le plus fameux fut la résolution du conseil municipal de Sault-Sainte-Marie, en Ontario, le 29 janvier 1990, qui faisait de l'anglais la langue exclusive de cette ville.  Les Québécois perçurent cette résolution et l'incident de Brockville comme preuve des sentiments négatifs du Canada anglais à leur encontre, et ces événements contribuèrent directement à la résurgence du souverainisme québécois et au référendum de 1995 au Québec.
Les membres de l'Alliance travaillaient en collaboration étroite avec le Confederation of Regions Party of Canada et le Parti réformiste du Canada, deux partis politiques qui partageaient la même vision sur le bilinguisme et sur le rôle du Québec dans la confédération.
En plus de leurs efforts contre le bilinguisme, les membres de l'Alliance sont également engagés dans le soutien d'idées conservatrices telles que l'opposition à l'avortement, à l'immigration et à l'homosexualité. Le groupe a été soutenu par le Heritage Front (en), un groupe néo-nazi canadien.
Bien que le groupe soit encore officiellement actif, ses membres n'ont plus attiré l'attention des médias depuis la fin du débat sur le lac Meech. Sur Internet, les mentions concernant les activités de l'Alliance après 1997 sont rares.